# Isabelle Gattiker
Isabelle Gattiker, née le 30 avril 1978, est une productrice suisse de films. Elle est directrice générale et des programmes du Festival du film et forum international sur les droits humains de Genève.

## Biographie
Licenciée en histoire à l'Université de Genève et diplômée en conduite de projets culturels de l'IESA Paris, elle cofonde, en 2002, le Festival du film et forum international sur les droits humains (FIFDH), aux côtés de Léo Kaneman. Elle est la coordinatrice générale des trois premières éditions du Festival.
De 2005 à 2007, elle est l'assistante du cinéaste Amos Gitaï. Elle coordonne la production du long métrage Désengagement, avec Juliette Binoche, Jeanne Moreau et Barbara Hendricks, en sélection officielle à la Mostra de Venise en 2007. 
En 2007, elle devient productrice de cinéma, comme associée chez Intermezzo Films SA à Genève. Elle produit ou coproduit Témoin Indésirable de Juan José Lozano, Du bruit dans la tête de Vincent Pluss , La Cité du Pétrole, de Marc Wolfensberger, Le Ciel en bataille de Rachid B (alias Bruno Ulmer ), Impunity, de Juan José Lozano et Hollman Morris, et Prora de Stéphane Riethauser . 
Elle enseigne à l’École cantonale d'art de Lausanne (ECAL) et à la Haute Ecole d'art et de design Genève (HEAD). De 2011 à 2013, elle est coordinatrice du Master cinéma HES-SO pour l'ECAL et la HEAD . 
En octobre 2013, elle revient au Festival du film et forum international sur les droits humains en tant que directrice adjointe. 
Elle est nommée directrice générale du Festival en janvier 2015 
Elle est également membre de la commission cinéma du canton de Berne.